# Love Will Tear Us Apart
Love Will Tear Us Apart е песен и сингъл на британската пост-пънк група „Джой Дивижън“ (Joy Division). В буквален превод името на песента означава Любовта ще ни разкъса. Написана е през есента на 1979 година. Първият ѝ запис в студио е с Джон Пийл през ноември 1979.
Тя е една от първите песни, в които певецът Иън Къртис свири на китара. Текстът на песента е отражение на проблемите в брака на Иън и Дебора Къртис, както и на цялостното му състояние на духа преди самоубийството през май 1980 година. По желание на Дебора Къртис на надгробната плоча на Иън Къртис е изписана фразата „Love Will Tear Us Apart“.
Песента излиза на пазара на 7-инчова плоча през април 1980 година. След смъртта на Къртис през май, тя е преиздадена на 12-инчова плоча през юни и достига номер 13 в британските музикални класации. Там тя престоява 9 седмици. Групата отлага американското си турне след кончината му, издава Closer през август и накрая се трансформира в „Ню Ордър“. Песента е пусната отново през 1983 година и достига №19 във Великобритания. Включена е в компилацията Substance (1988) със записа от март 1980. Януарската версия първоначално излиза като страна Б на сингъла. Клипът за песента е записан в края на април 1980 година.
През 1995 година Love Will Tear Us Apart е преиздадена с цел реклама на новата компилация Permanent. Освен оригинала са издадени още ремикс от Артър Бейкър, както и нова радиоверсия, наричана Permanent Mix. На 24 септември 2007 година сингълът е отново преиздаден – този път в оригиналната си версия. Този път целта е да се повиши публичността на Collector's Edition – преиздания на трите албума на групата. Въпреки че сингълът е издаден от компанията „Уорнър“, той запазва оригиналната опаковка от „Фактъри“.